# Claus Lessmann
Claus Lessmann, född Claus Leßmann 11 september 1960, är en tysk sångare, gitarrist och låtskrivare i hårdrocksbandet Bonfire och även i det tidigare bandet Cacumen.
Lessmann är medskapare till de flesta av Bonfires låtar och är också den enda sångare som förekommer bandet samtliga album. Lessmann är tillsammans med gitarristen Hans Ziller, enda kvarvarande originalmedlem i Bonfire. Innan Lessmann blev bandets sångare 1978 hade han varit medlem i bandet Ginger and Sunset.
Efter bandets fjärde album, Knock Out, gjorde Lessmann/Ziller ett sidoprojekt och släppte maxisingeln Glaub Dran, samt två singlar på tyska. Detta ledde till att Bonfires nästkommande skiva, Feels Like Comin' Home, även spelades in i en tysk version med titeln Freudenfeuer.